# Shun'ichi Yamashita
Shun'ichi Yamashita (山下俊一, Yamashita Shun'ichi), né en 1952 à Nagasaki, est un médecin japonais.
Il est enseignant à l'université de Nagasaki, puis devient vice-président de l'université préfectorale de médecine de Fukushima, et conseiller chargé de la gestion du risque sanitaire lié à la radioactivité dans la préfecture de Fukushima (福島県放射線健康リスク管理アドバイザー, Fukushima Ken Hôshanô Kenkô Risuku Kanri Adobaizaa). C'est à travers cette dernière fonction qu'il s'est fait connaître du grand public, en tenant en public des propos minimisant la probabilité d'un impact de l'accident nucléaire de Fukushima sur la santé des riverains. Parmi ses citations les plus polémiques, on peut penser notamment à : « Plus vous sourirez, moins la radiation vous atteindra [...]. Si vous ne souriez pas, les rayons auront un effet sur vous. Cela a été prouvé par expérimentation animale ».